# Каменки (Волоколамский район)
Каменки — деревня в Волоколамском районе Московской области России, входит в состав сельского поселения Спасское. Население — 26 чел. (2010).

## География
Деревня Каменки расположена на западе Московской области, в юго-восточной части Волоколамского района, на реке Каменке бассейна Рузы, примерно в 14 км к юго-востоку от города Волоколамска.
В деревне 4 улицы — Лесная, Полевая, Садовая и Центральная, приписано садоводческое товарищество. Связана прямым автобусным сообщением с районным центром. Ближайшие населённые пункты — деревни Зобово и Чередово.

## История
Пустошь Дорки с церковью Иоанна Богослова прежде была сельцом и близ неё находилась деревня Каменка. Обе они в 1678 году принадлежали боярину князю Ивану Алексеевичу Воротынскому, а в 1688 году его вдове — княгине Настасье Львовне.
В 1697 году новым хозяином — Иваном Осиповичем Офросимовым — было получено разрешение построить на пустоши каменную церковь во имя Апостола и Евангелиста Иоанна Богослова, которая, по всей видимости, достраивалась следующими владельцами — князем Петром Алексеевичем Голицыным в 1705 году и женой Ивана Васильевича Бухвостова младшего — Афимьей Ивановной — в 1707 году.
В 1708 году село Дорки, названное по церкви Новобогословским, было продано бригадиру Фёдору Владимировичу Шидловскому.

«…село Богословское, Каменки тож, поместье Сергея Афанасьева Шидловскаго, а в селе церковь каменная, у той церкви во дворе поп Федор Иванов.»— Переписные книги Рузского уезда в волости Юрьевой слободы
После его смерти в 1745 году селом Богословским владел его сын Сергей (двоюродный внук Фёдора Владимировича Шидловского), за долги которого в 1747 году оно было продано из главного Магистрата генерал-майору Ивану Ивановичу Аленину.
В «Списке населённых мест» 1862 года Каменки (Богословское) — владельческое село 1-го стана Рузского уезда Московской губернии на просёлочной дороге между Волоколамским и Воскресенским трактами, в 24 верстах от уездного города, при колодцах, с 45 дворами, православной церковью и 393 жителями (191 мужчина, 202 женщины).

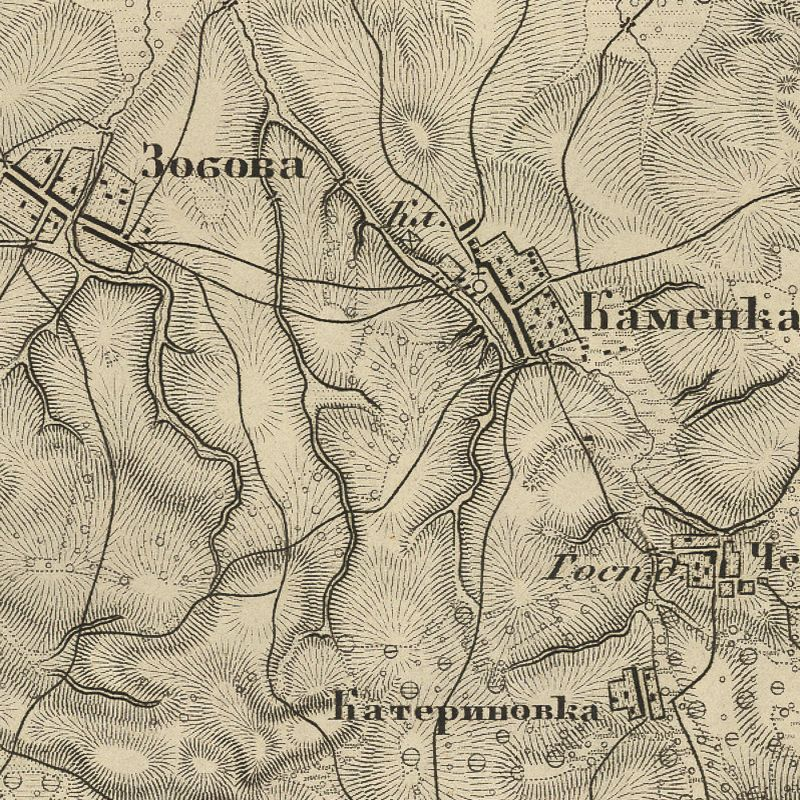
Село Каменка и окрестные деревни на карте Московской губернии Ф. Ф. Шуберта, 1860 г.

По данным на 1890 год — село Судниковской волости Рузского уезда с 244 душами населения и училищем Министерства народного просвещения.
В 1913 году — 57 дворов, библиотека Комитета попечительства о народной трезвости, 2-классное училище Министерства народного просвещения.
По материалам Всесоюзной переписи населения 1926 года — центр Каменского сельсовета Судниковской волости Волоколамского уезда в 15 км от Осташёвского шоссе и 13 км от станции Чесменка Балтийской железной дороги. Проживало 260 жителей (105 мужчин, 155 женщин), насчитывалось 59 хозяйств, среди которых 54 крестьянских, имелась школа.
С 1929 года — населённый пункт в составе Волоколамского района Московского округа Московской области. Постановлением ЦИК и СНК от 23 июля 1930 года округа как административно-территориальные единицы были ликвидированы.
1929—1939, 1957—1963, 1965—1973 гг. — населённый пункт Таболовского сельсовета Волоколамского района.
1939—1957 гг. — населённый пункт Таболовского сельсовета и Грулевского сельсовета (17.07.1939—14.06.1954) Осташёвского района.
1963—1965 гг. — населённый пункт Спасского сельсовета Волоколамского укрупнённого сельского района.
1973—1994 гг. — населённый пункт Судниковского сельсовета Волоколамского района.
В 1994 году Московской областной думой было утверждено положение о местном самоуправлении в Московской области, сельские советы как административно-территориальные единицы были преобразованы в сельские округа.
1994—2006 гг. — деревня Судниковского сельского округа Волоколамского района.
С 2006 года — деревня сельского поселения Спасское Волоколамского муниципального района Московской области.

## Население
| 1859 | 1890 | 1899 | 1926 | 2002 | 2006 | 2010 |
| ---- | ---- | ---- | ---- | ---- | ---- | ---- |
| 393  | ↘244 | ↘180 | ↗260 | ↘29  | ↗32  | ↘26  |

## Достопримечательности
В деревне Каменки расположена церковь Иоанна Богослова, построенная в 1697—1707 годах в виде одноглавого четверика. Церковь является действующей и относится к подворью московской Марфо-Мариинской обители. Церковь Иоанна Богослова имеет статус памятника архитектуры регионального значения.